# Centerville (New York)
Pour les articles homonymes, voir Centerville.
Centerville est une ville  du comté d'Allegany, dans l'État de New York, aux États-Unis,. En 2010, elle comptait une population de 822 habitants, estimée au 1er juillet 2016 à 814 habitants. La ville est incorporée en 1819

## Démographie
Lors du recensement de 2010, la ville comptait une population de 822 habitants. Elle est estimée, en 2016, à 814 habitants.